# Liv Moraes
Liv Mendonça de Moraes (São Paulo, 11 de abril de 1981), conhecida como Liv Moraes, é uma cantora brasileira. É filha do cantor, instrumentista e compositor José Domingos de Moraes, o Dominguinhos. Sua principal influência é a MPB, em especial o Forró, o Baião, o Frevo, o Xote e a Bossa Nova.

## Biografia

### Infância
Nascida em São Paulo, Liv Moraes é filha de Dominguinhos e da cantora Guadalupe e teve dois irmãos por parte de pai. Ainda criança, começou a acompanhar de perto a carreira musical de seu pai, aparecendo pela primeira vez na contracapa do CD “Dominguinhos - Veredas Nordestinas”, aos 8 anos de idade. Logo depois, compôs junto com ele a música “Vários Caminhos”, sendo esta sua primeira composição. 
Durante a infância viveu entre a capital Pernambucana e São Paulo, acompanhando seu pai. Já nesta época, começou a estudar ballet clássico e sapateado no Ballet Stagium, em São Paulo, onde permaneceu por 10 anos. Também cursou faculdade de Psicologia por 2 anos, trancando a matrícula para seguir a carreira musical. Junto com a graduação, começou na escola Voice, estudando tudo sobre música. E para tentar diminuir a timidez para subir aos palcos, fez aulas de teatro, além de cursos de expressão corporal e facial com a atriz Imara Reis e de palco com o diretor teatral Roberto Lage.

### Carreira
Liv ingressou profissionalmente na música aos 18 anos como backing vocal da banda de Dominguinhos, percorrendo o Brasil por vários anos realizando shows. Em 2002, fez sua primeira participação gravando a música “Desenho”, no CD “Lembrando de Você”, de Dominguinhos. Convidada por Toninho Horta, interpretou “Amar como te amo” no CD “Com o pé no forró”, que foi indicado ao Grammy Latino. Já em 2007, gravou “Doidinha pra dançar”, no CD “Conterrâneos”, de Dominguinhos. Em 2009, foi uma das convidadas do primeiro DVD da carreira de seu pai, “Dominguinhos Ao Vivo em Nova Jerusalém”. Já em 2019, fez uma participação especial na gravação do DVD da Cantora Elba Ramalho, o “Elba 40 anos”.
Cantou com grandes nomes da música brasileira, como Gilberto Gil, Elba Ramalho, Jane Duboc, Yamandu Costa, Fábio Júnior, Lenine, Fagner, Toninho Horta e Maestro Spok, entre outros grandes músicos brasileiros reconhecidos internacionalmente.
Se apresentou em conceituadas casas de show como Canecão (RJ), Memorial da América Latina (SP), Tom Jazz (SP), Chevrolet Hall (PE), Manhattan (PE), Vivo Rio (RJ), participou do Prêmio Shell, Prêmio Tim e Prêmio Carmen Prudente de Música, bem como realizou apresentações para milhões de pessoas nos maiores festivais de São João do Brasil em Caruaru (PE), Campina Grande (PB) e Aracaju (SE).

### Álbuns
Seu primeiro álbum, intitulado “LIV MORAES”, foi lançado em 2007 pelo estúdio Eldorado e contou com arranjos feitos por Dominguinhos, Sandro Haick e Pepe Rodriguez. Com 14 músicas, o álbum de MPB contou com participações de Chico Buarque, Guadalupe e Dominguinhos. Entre as faixas desse CD, merecem destaque as canções "Não há dinheiro que pague", gravada por Roberto Carlos; "O amor que merece", música inédita de Zeca Baleiro e Alice Ruiz; e "Retrato da Vida", uma parceria de Dominguinhos e Djavan.
O segundo álbum, “É VOCÊ”, foi lançado em 2012 pela gravadora Atração e apresenta o regionalismo do Nordeste brasileiro permeado pelo Forró, com xotes e arrasta-pé, incluindo canções de Dominguinhos em parceria com outros grandes compositores brasileiros.
Com 14 faixas, este álbum foi gravado da mesma forma como eram realizadas as gravações fonográficas no Brasil dos anos 60. Os músicos e a orquestra foram levados para o estúdio para gravarem juntos, como um show ao vivo, sendo depois o trabalho finalizado com poucos recursos tecnológicos.

### Prêmios
Melhor cantora de Forró, no 6º Prêmio da Música de Pernambuco.

### Discografia
• 2007 - Liv Moraes
• 2010 - É você